# Disputa del clergue Pere i de Ramon el fantàstic
Disputa del clergue Pere i de Ramon el fantàstic és una obra de Ramon Llull caracteritzada perquè en ella l'autor es presenta com a protagonista d'aquestes. És per això que es considera aquesta obra com una de les obres que formen part del conjunt de material autobiogràfic sobre Llull, ja que està inclosa en els dos episodis biogràfics documentats, el viatge que va realitzar de París a Viena del Delfinat (Vienne), per assistir (quan comptava amb 79 anys) al Concili ecumènic de l'Església Catòlica celebrat en Vienne (França) l'any 1311, conegut com a Concili de Vienne; i el comiat, al maig de 1314, de la ciutat de Messina abans d'anar, a 82 anys, a Tunis per romandre allí durant un temps.
Aquestes obres poden enquadrar-se dins de la “nova” literatura lul·liana, caracteritzada per l'autobiografia, la disputa, la personificació i l'al·legoria. El diàleg emprat en les obres dona lloc a un discurs tibant, incisiu i raonaments vivaços, encara que no pot deixar de notar-se en ells una certa càrrega d'apologia i autopropaganda.
El llibre titulat Llibre de la disputa del clergue Pere i de Ramon, el Fantàstic, va ser escrit durant el viatge de París a Viena del Delfinat, mentre que el, l'altre llibre d'idèntiques característiques, titulat "llibre de la ciutat del món" fou escrit a Messina, al maig de 1314.
Ambdues obres estan dirigides a un públic laic, governants preocupats i interessats en la reforma espiritual, així com burgesos amb inquietuds religioses.
En aquest llibre es recullen diàlegs entre Pere, que es presenta com un Ardiaca que ha estudiat dret civil i canònic, així com arts; i Ramon, al que es refereixen com “el Fantàstic”, que es presenta com una persona culta, format com per ser autor d'una obra, “Art general”.
En aquesta obra Llull utilitza com a recurs constructiu dels seus proverbis el sil·logisme demostratiu, ja que considerava que aquests estaven a l'abast de la comprensió de tot el món.
D'aquest llibre no es conserva cap manuscrit, sinó que s'ha treballat, segons els estudiosos, a partir de l'incunable imprès a París l'any 1499 per l'humanista Jacques Lefèvre d'Êtaples, qui estava relacionat amb nuclis lulistas ibèrics i que considerava a Ramon Llull com un home sant, innocent, de gran misticisme, d'inspiració divina i freturosa de tota formació intel·lectual. El llibre es va traduir, en els últims vint anys del segle xx, a diversos idiomes com l'alemany, el català, el francès o l'italià.
El llibre s'estructura en cinc parts:
- Apartat I: La fantasia. En ell es plantegen sis nuclis de discussió sobre qüestions relacionades amb l'activitat de l'autor durant la seva estada a París, una vegada s'ha establert una definició de fantasia fonamentada en la seva “espècie” “moral.
- Apartat II: Les quatre causes. Treballa el tema de les quatre causes de l'ésser i proposa sis nous nuclis de debat en una línia semblant a la de l'apartat anterior.
- Apartat III: L'honor.
- Apartat IV: El plaer. Deixant de costat el fons universitari dels debats anteriors, sobretot dels dos primers, aquest és un apartat més general i literari. Els nuclis de debat són deu i se centren en un esquema que segueix els sentits: la vista, l'olfacte, el gust, el tacte, l'oïda i el afat; afegint la imaginació, atenent d'aquesta manera, al tema central del llibre que és la fantasia i la polèmica parisenca sobre el coneixement imaginatiu i intel·lectual.
- Apartat V. L'ordre, que s'articula a partir d'una definició d'ordre com a gènere, que inclou entre les seves espècies el sagrament de l'ordre sacerdotal i ofereix tres nuclis de debat.